# Tarnowo Pomorskie
Tarnowo Pomorskie – przystanek kolejowy, a dawniej stacja kolejowa w Tarnowie, w województwie zachodniopomorskim, w Polsce.

## Ruch pasażerski
| Rok  | Wymiana pasażerska na dobę |
| ---- | -------------------------- |
| 2017 | 20-49                      |
| 2022 | 10-19                      |

## Połączenia
- Kalisz Pomorski
- Stargard
- Szczecin
- Piła
- Wałcz